# Geofil
Geofil (gr. gé ‘ziemia’, philéo ‘lubić’), dawniej też pedofil – organizm, który część swego życia spędza w glebie (na przykład rozmnaża się w niej lub chroni podczas okresu zimowego). 
Geofilami są larwy wielu owadów (zaciosek zmiennobarwny, tęcznik mniejszy, a także larwy z rodziny bąkowatych), jak również niektóre płazy (ropucha szara, grzebiuszka ziemna), gady i ssaki.